# 譚啟龍
谭启龙（1913年1月3日—2003年1月22日），男，汉族，江西永新人，中华人民共和国政治人物。中国共产党第八、九届中央委员会候补委员，第十、十一、十二届中央委员会委员，中国共产党第八、十、十一、十二、十三、十四、十五、十六次全国代表大会代表，第一、二、三、四、五届全国人民代表大会代表。

## 生平
1928年加入中国共产主义青年团，1933年转为中国共产党党员。土地革命战争时期，先后任永新县天龙山游击队通信员、少共县西北特区书记、县苏维埃政府委员、县少先队队长，湘贛省苏维埃政府委员、省少先队总队长；中央苏区马克思共产主义学校高级班学员、少先队中央总队部巡视员；湘鄂赣省少先队总队长，湘鄂赣省委常委、少共省委书记，鄂东南特委书记、西北军分区政委，湘鄂赣省教育部部长，湘鄂赣军区政治部主任，坚持艰苦卓绝的三年游击战争。
抗日战争时期，历任湘鄂赣特委常委、青年部部长，湘鄂赣驻平江办事处主任，江西赣东北特委书记；苏皖特委书记，苏皖区党委书记，1940年春皖南特委书记；1941年春任华中局驻上海闽浙赣皖联络站负责人、谭震林的特派员负责上海工作；1942年6月带了一支百多人的队伍，由浦东南汇上船，在浙东古窑浦登陆，化名胡志萍。1942年9月组建浙东区党委任书记，领导三北工委、四明工委、三东工委、会稽工委、浦东特委；并向华中局要来一批军事干部：何克希、刘亨云、张文碧、罗白桦、余旭、张季伦、张浪、戈阳等。1942年9月组建第三战区三北游击司令部，司令何克希(何静)、副司令连柏生、参谋长刘亨云、政治部主任张文碧，譚啟龍任三北游击司令部政委（公开身份为三北游击司令部胡秘书），浙东部队整编为三支队、四支队、五支队。1944年1月5日公开改称新四军浙东游击纵队任政委。1945年4月改称新四军苏浙军区第二纵队政委，1945年1月兼任浙东临时参议会议长。
第二次国共内战时期，1945年9月底率领浙东党政机公开人员，包括浙东纵队第一旅、第二旅、金萧支队、淞沪支队、余上特务营、三北独立营、海防大队、警卫大队和军政干校共15000余人北撤到苏北。历任新四军、山东野战军、华东野战军第一纵队副政委兼政治部主任、政委，华东野战军先遣纵队政委；中共江南工委书记、安徽省委副书记，第三野战军第七兵团政委。
中共建政后，历任浙江省委副书记、浙江省人民政府副主席，省委书记、省人民政府主席，第七兵团兼浙江军区政委。1954年4月起，在中共中央山东分局主持工作，先后任山东省委第二书记，山东军区第一副政委，第一、二、三届山东省政协主席，济南军区第一政委、党委第一书记，山东省委书记处书记、省长，山东省委第一书记，中共中央华东局书记处书记。“文化大革命”中受到错误批判和迫害。1970年3月任福建省革委会副主任、福建省委书记。1972年四月任浙江省委书记（主持工作）、浙江省革委会副主任，浙江省委第一书记、省革委会主任、省军区第一政委。1977年2月任青海省委第一书记、青海省革委会主任、青海省军区第一政委、青海省人大常委会主任。1979年12月任四川省委第二书记、第一书记（1982年12月卸任后四川省委废除省委第一书记头衔），成都军区第二政委、四川省军区第一政委，省委常委、省顾问委员会主任。1985年9月、1987年10月当选为中共中央顾问委员会委员。
2003年1月22日，在山东济南逝世，享年90岁。子譚大駿。

## 延伸阅读
- 中共山东省委党史研究室编.  (M). 北京: 中共党史出版社. 2005: 533－540.